# Simon Ri
Simon Peter Ri Hyong-u OSB (koreanisch 이형우 시몬베드로; * 30. September 1946 in Chaeryong, Hwanghae-do, Chōsens, heute Nordkorea; † 27. November 2016 in Sejong, Südkorea) war ein koreanischer römisch-katholischer Geistlicher und Benediktinerabt.
Ri war der Sohn von Petrus Ri und Agatha Kim. 1947 flohen seine Eltern vor den Kommunisten nach Südkorea. Sein Vater wurde dort Soldat und seine Mutter Katechetin. Sie hatten noch drei weitere Söhne und drei Töchter. Eine seiner Schwestern ist Ordensfrau. Simon besuchte die Internatsschule des Benediktinerklosters Waegwan.
1965 wurde er im Kloster Kandidat und leistete seinen dreijährigen Militärdienst bei der Luftwaffe ab. Nach Ende seines Noviziats legte er am 15. Februar 1971 die zeitlichen Gelübde ab. Anschließend studierte er Theologie in Gwangju und Seoul. Nach den ewigen Gelübden am 15. Februar 1974 studierte er am Päpstlichen Athenaeum Sant’Anselmo und erwarb den Doktorgrad der Patrologie. 1977 wurde er zum Priester geweiht. 1984 kehrte er nach Korea zurück. Danach war er in der Pfarrseelsorge in Kumi und Daegu tätig und wurde 1988 Novizenmeister. Zeitweise war er hinter dem Prior-Administrator Subprior und baute das Oblateninstitut auf. Am 23. August 2001 wählten ihn seine Mitbrüder zum Abt der Abtei Waegwan. Am 11. September 2001 empfing er die Abtbenediktion. Im Frühjahr 2013 trat er aus gesundheitlichen Gründen als Abt zurück und wurde Seelsorger der Trappistinnen in Sujong.
Papst Benedikt XVI. ernannte ihn am 21. November 2005 zum Apostolischen Administrator der Territorialabtei Tokwon in Nordkorea, eine Position, die er bis zur Ernennung von Blasio Park zum Nachfolger innehatte.